# Кременчуг (Сороцький район)
Кременчу́г (рум. Cremenciug) — село в Молдові у Сороцькому районі. Адміністративний центр однойменної комуни.
Неподалік від села розташований пункт пропуску на кордоні з Україною Кременчуг—Михайлівка.
На захід від села розташований пагорб Каска (Casca), охоронювана територія належить до категорії пам'яток природи геологічного та палеонтологічного характеру.

## Відомі особистості
В поселенні народився:
- Погорілий Іван Іванович (1899—1937) — український історик.